# 卡爾洛街車站
卡爾洛街車站（英語：Carroll Street station）是紐約地鐵IND卡爾弗線的一個慢車地鐵站，位於布魯克林卡爾洛花園卡爾洛及史密斯街交界，設有F線（任何時候停站）與G線（任何時候停站）列車服務。此地下車站在1933年10月7日啟用。

## 車站結構
| G      | 街道層             | 出入口                                                               |
| M      | 夾層               | 閘機、車站詢問處                                                     |
| P 月台 | 側式月台，右側開門 | 側式月台，右側開門                                                   |
| P 月台 | 北行               | 往牙買加-179街（卑爾根街） · 往法庭廣場（卑爾根街）                  |
| P 月台 | 北行快速           | 無定期服務                                                           |
| P 月台 | 南行快速           | 無定期服務                                                           |
| P 月台 | 南行               | 往康尼島-斯提威爾大道（史密斯-第九街） · 往教堂大道（史密斯-第九街） |
| P 月台 | 側式月台，右側開門 |                                                                      |

此站設有兩個側式月台和四條軌道。兩條未使用的中央快車軌道北端位於下層，慢車軌道之下。兩條軌道在南端升至同一水平。離站後，四條軌道上升至IND唯一的高架路段。其升至格瓦納斯運河上方，前往史密斯-第九街。

## 外部連結
- nycsubway.org—IND Crosstown: Carroll Street
- Station Reporter — F Train
- Station Reporter — G Train
- The Subway Nut — Carroll Street Pictures（页面存档备份，存于）
- President Street entrance from Google Maps Street View（页面存档备份，存于）
- Second Street entrance from Google Maps Street View（页面存档备份，存于）
- Second Place entrance from Google Maps Street View（页面存档备份，存于）
- Platforms from Google Maps Street View